# Halleh Ghorashi
Halleh Ghorashi (também escrito Ghoreishi; Teerã, 30 de julho de 1962) é uma antropóloga nascida no Irã que vive no Países Baixos. De 2005 a 2012, ela ocupou a cadeira PaVEM em Gestão da Diversidade e Integração no Departamento de Ciências da Organização na Vrije Universiteit em Amsterdã. Ela ganhou o Prêmio Triunfo de 2008 (Prêmio do Triunfo).

## Biografia
Halleh Ghorashi nasceu em 30 de julho de 1962 em Teerã, Pahlavi Irã (agora Irã). Ela cresceu no Irã e veio para Países Baixos em 1988 como refugiada política. Ela estudou antropologia cultural na Universidade Livre de Amsterdã e recebeu seu Ph.D. na Universidade Radboud de Nijmegen em maio de 2001, com uma tese de doutorado intitulada Ways to Survive, Battles to Win: Iranian Women Exiles in the Netherlands and the US. Em 2005, ela foi nomeada professora e, no ano seguinte, ela se tornou a primeira ocupante da cadeira de Gestão da Diversidade e Integração, dotada pelo PaVEM, o Comitê de Participação de Mulheres de Grupos Étnicos Minoritários do governo neerlandês. A sua posse contou com a presença da Princesa Máxima dos Países Baixos, presidente do PaVEM e foi amplamente noticiada nos veículos de comunicação do país neerlandês.
Em 2008, Ghorashi foi co-organizadora de uma conferência sobre a diáspora muçulmana. Em 2009, ela foi oradora em um protesto em frente ao Binnenhof (Prédio do Parlamento Neerlandês).
Halleh Ghorashi é citada como uma proponente de um pensamento político mais inclusivo, contrariando o clima político neerlandês no início do século XXI com seu forte discurso populista e anti-islâmico. Ghorashi argumenta que quando os imigrantes são difamados e excluídos do debate político, a integração na sociedade neerlandesa não pode ser esperada.
Em 2010, a revista feminista neerlandesa Opzij a listou como uma das mulheres mais poderosas do Países Baixos.
Ghorashi foi eleita membro da Academia Real de Artes e Ciências da Holanda em 2020.

## Obras publicadas

### Livros
- Ways to Survive, Battles to Win: Iranian Women Exiles in the Netherlands and the US. New York: Nova Science, 2003. ISBN 978-1-59033-235-1.[14] (em inglês)
- The Transnational Construction of Local Conflicts and Protests Nijmegen : Stichting Focaal, 2006. OCLC 603051165 (em inglês)
- (with Sharam Alghasi & Thomas Hylland Eriksen) Paradoxes of cultural recognition : perspectives from Northern Europe Ashgate, 2009. ISBN 978-0-7546-9585-1ISBN 978-0-7546-9585-1. (em inglês)
  - Review, by Dix Eeke, in Nations and Nationalism, 16, no. 1 (2010): 192-194. (em inglês)
- (ed. with Haideh Moghissi) Muslim Diaspora in the West : Negotiating gender, home and belonging. Ashgate, 2010. ISBN 978-1-4094-0287-9ISBN 978-1-4094-0287-9. (em inglês)

### Revistas científicas

#### Década de 1990
- "Iranian Islamic and Secular Feminists: Allies or Enemies?" Series: Obra científica (Middle East Research Associates), 27. 1996. (em inglês)

#### Década de 2000
- Ghorashi, Halleh (junho de 2005). «Agents of change or passive victims: the impact of welfare states (the case of the Netherlands) on refugees». Journal of Refugee Studies (em inglês). 18 (2): 181–198. doi:10.1093/refuge/fei020
- Ghorashi, Halleh (agosto de 2005). «When the boundaries are blurred» (PDF). European Journal of Women's Studies (em inglês). 12 (3): 363–375. doi:10.1177/1350506805054275

#### Década de 2010
- Com: Szepietowska, E. (2010). " Diversiteit is niet alleen kleur in organisaties Arquivado em 2014-02-21 no Wayback Machine. Diversiteitsbeleid en –praktijk in de Nederlandse Goede Doelen Organisaties". (em neerlandês) Utreque: UAF
- Com: titular dez, F. (2012). " Kleine stappen van grote betekenis: een nieuw perspectief op humane opvang van asielzoekers Arquivado em 2014-02-21 no Wayback Machine". (em neerlandês). Amsterdam: Stichting de Vrolijkheid.
- Com:Sabelis, Ida (março de 2013). «Juggling difference and sameness: Rethinking strategies for diversity in organizations». Scandinavian Journal of Management (em inglês). 29 (1): 78–86. doi:10.1016/j.scaman.2012.11.002 "Juggling diferença e mesmice: repensando estratégias para a diversidade nas organizações". Revista Escandinava de Gestão . 29 (1): 78–86. doi : 10.1016/j.scaman.2012.11.002 . (em neerlandês)
- Com:Ponzoni, Elena (2014). «Reviving agency: taking time and making space for rethinking diversity and inclusion» [Wedergeboorte van agency: scheppen van tijd en ruimte voor reflectie op diversiteit en insluiting]. European Journal of Social Work (em inglês). 17 (2): 161–174. doi:10.1080/13691457.2013.777332 [ Reviver a agência: tomando tempo e abrindo espaço para repensar a diversidade e a inclusão ] Revista Europeia de Serviço Social . 17 (2): 161–174. doi : 10.1080/13691457.2013.777332 . S2CID 14982545 . (em inglês)
- Ghorashi, Halleh (2014). «Bringing polyphony one step further: Relational narratives of women from the position of difference». Women's Studies International Forum (em inglês). 43: 59–66. doi:10.1016/j.wsif.2013.07.019